# Голевка (Воронежская область)
Голевка — посёлок в Эртильском районе Воронежской области России. Входит в состав Ячейского сельского поселения.

## География
Посёлок находится в северной части Воронежской области, в лесостепной зоне, в пределах Окско-Донской равнины, к северу от реки Большой Эртиль, на расстоянии примерно 4 км (по прямой) к северо-западу от города Эртиль, административного центра района. Абсолютная высота — 150 метров над уровнем моря.
Часовой пояс
Посёлок Голевка, как и вся Воронежская область, находится в часовой зоне МСК (московское время). Смещение применяемого времени относительно UTC составляет +3:00.

## Население
| 2000 | 2010 |
| ---- | ---- |
| 21   | ↗30  |

Гендерный состав
По данным Всероссийской переписи населения 2010 года в гендерной структуре населения мужчины составляли 53,3 %, женщины — соответственно 46,7 %.
Национальный состав
Согласно результатам переписи 2002 года, в национальной структуре населения русские составляли 100 %.

## Улицы
Уличная сеть посёлка состоит из одной улицы (ул. Голевская).